# لیکور شکلات

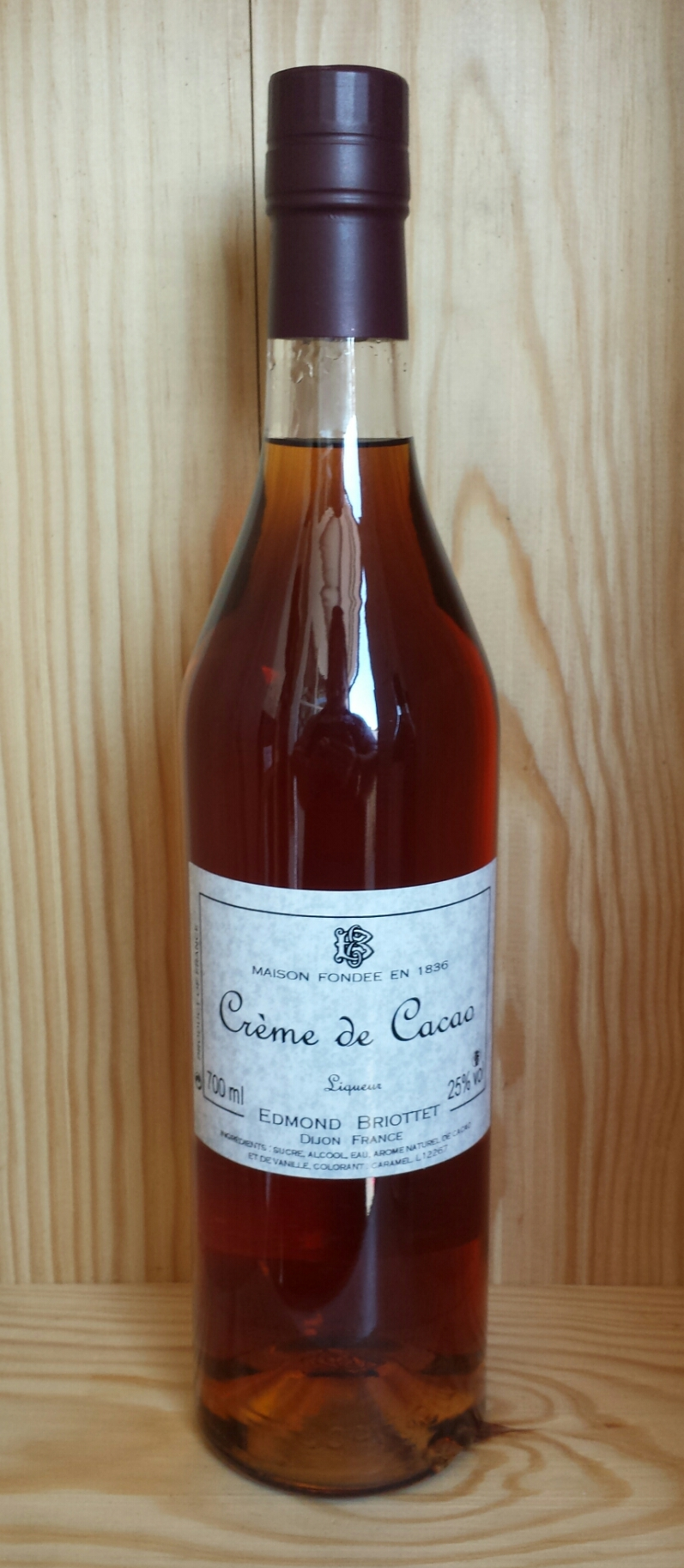
یک بطری لیکور شکلات

لیکور شکلات نوعی لیکور می‌باشد که طعم شکلات می‌دهد.